# Bilan saison par saison des Blue Jays de Toronto

Les Blue Jays de Toronto sont une franchise de la Ligue majeure de baseball depuis 1977. Cette page retrace les résultats de l'équipe depuis cette première saison avec l'indication des résultats en saison régulière et ceux enregistrés en séries éliminatoires.

## Blue Jays de Toronto: 1977–1993
| Saison | Vic.-Déf. | Class.             | Série de championnat                      | Série mondiale                                 |
| ------ | --------- | ------------------ | ----------------------------------------- | ---------------------------------------------- |
| 1977   | 54-107    | 7e Américaine Est  |                                           |                                                |
| 1978   | 59-102    | 7e Américaine Est  |                                           |                                                |
| 1979   | 53-109    | 7e Américaine Est  |                                           |                                                |
| 1980   | 67-85     | 7e Américaine Est  |                                           |                                                |
| 1981   | 37-69     | 7e Américaine Est  |                                           |                                                |
| 1982   | 78-84     | 6e Américaine Est  |                                           |                                                |
| 1983   | 89-73     | 4e Américaine Est  |                                           |                                                |
| 1984   | 89-73     | 2e Américaine Est  |                                           |                                                |
| 1985   | 99-62     | 1er Américaine Est | Perdent la série 3-4 contre les Royals    |                                                |
| 1986   | 86-66     | 4e Américaine Est  |                                           |                                                |
| 1987   | 96-66     | 2e Américaine Est  |                                           |                                                |
| 1988   | 87-75     | 3e Américaine Est  |                                           |                                                |
| 1989   | 89-73     | 1er Américaine Est | Perdent la série 1-4 contre les Athletics |                                                |
| 1990   | 86-76     | 2e Américaine Est  |                                           |                                                |
| 1991   | 91-71     | 1er Américaine Est | Perdent la série 1-4 contre les Twins     |                                                |
| 1992   | 96-66     | 1er Américaine Est | Gagnent la série 4-2 sur les Athletics    | Gagnent la Série mondiale 4-2 sur les Braves   |
| 1993   | 95-67     | 1er Américaine Est | Gagnent la série 4-2 sur les White Sox    | Gagnent la Série mondiale 4-2 sur les Phillies |

## Blue Jays de Toronto: depuis 1994
| 1994 | 55-60 | 3e Américaine Est  | 2 907 933 | 49 287 | pas de séries éliminatoires en raison de la grève des joueurs | pas de séries éliminatoires en raison de la grève des joueurs | pas de séries éliminatoires en raison de la grève des joueurs | pas de séries éliminatoires en raison de la grève des joueurs | pas de séries éliminatoires en raison de la grève des joueurs | pas de séries éliminatoires en raison de la grève des joueurs |
| 1995 | 55-88 | 5e Américaine Est  | 2 826 483 | 39 257 |                                                               |                                                               |                                                               |                                                               |                                                               |                                                               |
| 1996 | 47-88 | 4e Américaine Est  | 2 559 573 | 31 600 |                                                               |                                                               |                                                               |                                                               |                                                               |                                                               |
| 1997 | 76-86 | 5e Américaine Est  | 2 589 297 | 31 967 |                                                               |                                                               |                                                               |                                                               |                                                               |                                                               |
| 1998 | 88-74 | 3e Américaine Est  | 2 454 303 | 30 300 |                                                               |                                                               |                                                               |                                                               |                                                               |                                                               |
| 1999 | 84-78 | 3e Américaine Est  | 2 163 464 | 26 709 |                                                               |                                                               |                                                               |                                                               |                                                               |                                                               |
| 2000 | 83-79 | 3e Américaine Est  | 1 705 712 | 21 058 |                                                               |                                                               |                                                               |                                                               |                                                               |                                                               |
| 2001 | 80-82 | 3e Américaine Est  | 1 915 438 | 23 359 |                                                               |                                                               |                                                               |                                                               |                                                               |                                                               |
| 2002 | 78-84 | 3e Américaine Est  | 1 637 900 | 20 221 |                                                               |                                                               |                                                               |                                                               |                                                               |                                                               |
| 2003 | 86-76 | 3e Américaine Est  | 1 799 458 | 22 216 |                                                               |                                                               |                                                               |                                                               |                                                               |                                                               |
| 2004 | 67-94 | 5e Américaine Est  | 1 900 041 | 23 457 |                                                               |                                                               |                                                               |                                                               |                                                               |                                                               |
| 2005 | 80-82 | 3e Américaine Est  | 2 014 995 | 24 876 |                                                               |                                                               |                                                               |                                                               |                                                               |                                                               |
| 2006 | 87-75 | 2e Américaine Est  | 2 302 212 | 28 422 |                                                               |                                                               |                                                               |                                                               |                                                               |                                                               |
| 2007 | 83-79 | 3e Américaine Est  | 2 360 644 | 29 144 |                                                               |                                                               |                                                               |                                                               |                                                               |                                                               |
| 2008 | 86-76 | 4e Américaine Est  | 2 399 786 | 29 627 |                                                               |                                                               |                                                               |                                                               |                                                               |                                                               |
| 2009 | 75-87 | 4e Américaine Est  | 1 876 129 | 23 162 |                                                               |                                                               |                                                               |                                                               |                                                               |                                                               |
| 2010 | 85-77 | 4e Américaine Est  | 1 495 482 | 19 173 |                                                               |                                                               |                                                               |                                                               |                                                               |                                                               |
| 2011 | 81-81 | 4e Américaine Est  | 1 818 103 | 22 446 |                                                               |                                                               |                                                               |                                                               |                                                               |                                                               |
| 2012 | 73-89 | 4e Américaine Est  | 2 099 663 | 25 922 |                                                               |                                                               |                                                               |                                                               |                                                               |                                                               |
| 2013 | 74-88 | 5e Américaine Est  | 2 536 562 | 31 316 |                                                               |                                                               |                                                               |                                                               |                                                               |                                                               |
| 2014 | 83-79 | 3e Américaine Est  | 2 375 525 | 29 327 |                                                               |                                                               |                                                               |                                                               |                                                               |                                                               |
| 2015 | 93-69 | 1er Américaine Est | 2 794 891 | 34 505 | V 3-2 (Rangers)                                               | D 2-4 (Royals)                                                |                                                               |                                                               |                                                               |                                                               |
| 2016 | 89-73 | 2e Américaine Est  | 3 392 099 | 41 878 | V 3-0 (Rangers)                                               | D 1-4 (Indians)                                               |                                                               |                                                               |                                                               |                                                               |
| 2017 | 76-86 | 4e Américaine Est  | 3 203 886 | 39 554 |                                                               |                                                               |                                                               |                                                               |                                                               |                                                               |
| 2018 | 73-89 | 4e Américaine Est  | 2 325 281 | 28 707 |                                                               |                                                               |                                                               |                                                               |                                                               |                                                               |

## Résumé
- Résultats cumulés en saison régulière de ligue majeure : 2828 victoires pour 2879 défaites (,496) (après la saison 2012)
- Résultats cumulés en séries éliminatoires : 21-20 (,512) (après la saison 2012)
- 2 titres de la Ligue américaine
- 2 titres de la Série mondiale (1992, 1993)